# ユナイテッド・プロダクションズ・オブ・アメリカ
ユナイテッド・プロダクションズ・オブ・アメリカ（英: United Productions of America, UPA）はかつてアメリカ合衆国に存在したアニメーションスタジオ・映画配給会社である。

## 概要
UPAは1940年代から1970年代にかけてアニメーションスタジオとして活動し、1970年代以降は東宝株式会社からの日本映画の配信を行っていた。アニメーションの歴史は、専らディズニーとワーナー・ブラザースの手になる無数のカートゥーン作品の商業的成功によって覆い尽くされている。それにもかかわらず、UPAがアニメーションの手法と技術に与えた衝撃は重要なものであり、UPAの改革は他の大手アニメーションスタジオの認識し採用するところとなった。UPAはリミテッド・アニメーション技術の開拓者であり、この手法は1960年代から1970年代にかけて制作費削減の手段として濫用されるようになっていったものの、本来はアニメーション映画上で実写映画のリアリズムを再現しようとするディズニーに代表される業界の主流に対して、別の手法による選択肢として導入されたものであった。

## 歴史

### 前史
UPA設立（ひいてはリミテッド・アニメーションの発明）の大きな契機は1941年のディズニーアニメーターのストライキにある。
ディズニースタジオは社運をかけた『白雪姫』(1937年) を始めとしたアニメーションで商業的成功を収めたが、第二次世界大戦に伴うアニメーション業界の急激な不況により昇給停止や減給が相次いだ。更にアニメーターの解雇も起き、1941年、ついにアニメーターのストライキが起きる。このストライキが反共政治闘争をも呼び込み、またアニメーターが感じてた "ディズニーアニメーション" スタイルへの疑問も膨らみはじめ、これを期に多くのアニメーターがディズニーを離れることになる。ディズニーを離れたなかには、このストライキを主導しディズニーでトップレイアウトアーティストであったデイブ・ヒルバーマン、フェローレイアウトアーティストでバンビのプリプロダクションを担ったザック・シュワルツ、アニメーター兼ライターのスティーブン・ボスストウ、アニメーター兼ディレクターのジョン・ハブリーがいた。
軌を一にしてアート/デザイン/グラフィックス寄りのアニメーションスタイルが生まれ始める。短編アニメーション『The Dover Boys』(1942年、チャック・ジョーンズ) はその代表例であり、リミテッド・アニメーションの萌芽がここで既に生まれている。またアート教育を受けた人材がディズニースタジオを始めとして業界に充実してきており、彼らが大手スタジオの慣性を振り切ればその知識で新しい表現を生みうる状態にあった。
このような状況下で第二次世界大戦は進行していき、軍事・産業・政治分野において娯楽以外のアニメーションが求められ始めていた（例: 説明用ムービー、プロパガンダ）。これに着目したボストトウは「パイロットフィルムをつくりこれら業界へ売り込む」というアイデアをヒルバーマンへ持ち込んだのであった。
ここにディズニーからの人材放出、アート系人材と表現の台頭、非娯楽アニメーションの需要といった下地が整うことになる。のちにUPAとリミテッドアニメーションの成立についてヒルバーマンは、1人のアーティストが明確なビジョンをもって確立したというより様々な要因が絡み合ってある種の偶然（セレンディピティ）あるいは時代の必然として成立・発展していった、と回顧している（1980年）。

### 1943-1946: 創業と産業アニメーション
1943年、スティーブン・ボスストウ、デイブ・ヒルバーマン、ザック・シュワルツは Industrial Films and Poster Service（インダストリアル･フィルムズ・アンド・ポスター・サービス）社を共同創業した。
彼らは兼業しながら夜な夜な集まってパイロットフィルムを制作していった。ジョン・ハブリーはこの段階から参加している。彼らはディズニーと異なるアート/デザイン/グラフィック系スタイルを志向し、それと同時に現実として低予算でアニメーションを作る必要に迫られていた。これらが相まってUPAを「リミテッド」スタイルで特徴づけることになる。
パイロットフィルムをテコに彼らは全米自動車労働組合（UAW）からの制作請負に成功する。これがこのスタジオの初作品の『Hell-Bent for Election』(1944年、チャック・ジョーンズ監督) である。この短編アニメーションはフランクリン・ルーズベルトの再選キャンペーンのために制作された。
1945年、スタジオは社名を（現在よく知られる）United Productions of America（ユナイテッド・プロダクションズ・オブ・アメリカ、UPA）に改めた。
UPAは軍事分野にも進出し、合衆国政府の委託により A Few Quick Facts シリーズなどの短編アニメーションを制作していった。（例:『A Few Quick Facts About Fear』(1945年、シュワルツ)）。
その後、UPAは『Brotherhood of Man』(1946年、ボビー・キャノン監督) を制作する。これは同じくUAWの出資による短編アニメーションで、人種に関わらず人類は共通の部分を持っているとの主張が為されていた。そのメッセージ性にとどまらず、ディズニーのアプローチとはまったく異なるその非常に平面的かつ様式化されたデザインにおいても画期的であった。
1946年に共同創業者であるヒルバーマンとシュワルツは UPA の持分を手放しこのスタジオを離れている。これによりUPAはボスストウが株主となり、多くの作品で彼がプロデューサーを努めることになる。
当初の思惑通りUPAは非娯楽アニメーションの分野で多くの映像を制作した（作品リストは :w:List of UPA cartoons を参照）。ディズニーのような家族向け娯楽フルアニメーションとは全く異なる領域においてUPAはその表現を磨き込んでいき、特有のスタイルが段々と確立されていく。
しかし1940年代後半に共産主義者の活動が疑われたハリウッドへFBIの調査の手が伸びるにつれ、政府との契約は解消されていった。第二次赤狩り初期に、UPAからはいかなる社員も起訴されなかったが、ワシントンがハリウッドとの繋がりを断ち切ったことにより、政府との契約は失われた。

### 1947-: 娯楽アニメーションへの転換と成功
政府系の需要を失ったUPAはスタジオを維持するために競争相手に満ちた娯楽用途の劇場用アニメーション映画の分野に乗り出した。1947年、UPAはコロンビア ピクチャーズとの契約を結んだ。当時のコロンビアは短編アニメーション映画の分野における敗北者であり、傘下にあるスクリーン ジェムズ・カートゥーンスタジオの作品に失望させられていた。UPAは『Robin Hoodlum』（1948年）と『Tha Magic Fluke』（1949年）で、その様式化という手法をコロンビアのキャラクターであるフォックス・アンド・クロウに適用した。この2作の監督はハブリーが手掛けた。両作品はそれぞれ第21回と第22回のアカデミー短編アニメ賞にノミネートされ、コロンビアはUPAに新キャラクターの創造を許可した。
UPAはこれを受けて動物キャラクターではなく、頑固で近視の老人という人間キャラクター「近眼のマグー」を生み出した。マグーの初登場作品である『The Ragtime Bear』（1949）は大ヒットし、1950年代に入るとUPAの守護星は俄然輝きを増し始めた。喋るネズミやウサギやクマがひしめきあう中にあって人間のキャラクターという目新しさは言うに及ばず、当時の他のアニメーション映画とは一線を画するその独特にして簡素なスタイルにより、『When Magoo Flew』(1955年) と『Magoo's Puddle Jumper』(1956年) でそれぞれ第27回と第29回のアカデミー短編アニメ賞を受賞した。
1950年、UPAはドクター・スースの原作に基づく『ジェラルド・マクボイン・ボイン』で第23回アカデミー短編アニメ賞を受賞し、この作品でヒットを飛ばした。幾つかのUPAのアニメーション作品は続く数年間においてオスカー賞にノミネートされた。同じく1951年に、UPAは漫画家にしてユーモア作家のジェームズ・サーバー原作の『Men, Women and Dogs』と題された長編アニメーションの企画をアナウンスした （この長編に用いられる予定であったサーバーの短編の一本『庭の一角獣』のみが、最終的に短編アニメーションとして配給された）。『The Tell-Tale Heart』や『Rooty Toot Toot』等の短編は、競合会社のいかなる作品とも異なる際立って洗練されたデザインを特徴としていた。
伝統的なディズニーアニメーションスタイルとは大きく異なる「UPAスタイル / リミテッド・アニメーション」を確立したUPAはアニメーション業界で高く評価された。1950年から1957年までのアカデミー短編アニメ賞では、全ノミネート作品のうち約35%（33作品中12作品）がUPAであり、これは業界最大手スタジオの倍以上（ディズニー 6、MGM 5、ワーナー 5）であった。
このことは他の大手スタジオに著しい影響を与えた。これらの大手スタジオにはワーナー・ブラザース、MGM、そしてディズニーすらも含まれ、各社はリミテッドアニメーションの要素を取り込んだ作品を世に出していく。これによってUPAは「商業アニメーションに新たなスタイルをもたらしたスタジオ」としてアニメーション史にその名を刻むことになる。

### 衰退
UPAに打撃を与えたのは下院非米活動委員会の公聴会であった。調査結果に危機感を覚えたコロンビアは、共産主義活動に対する僅かな兆候を見せる者は、誰であろうと解雇するようにUPAに圧力を加えた。その中には脚本家のフィル・イーストマンやビル・スコットも含まれていた。実際に共産主義者との関わりを持っていた政治活動家であるハブリーは、1952年5月に解雇された。ハブリーが去ると、UPAの創意工夫の大部分も彼と共に去った。スタジオはボスストウを社長に頂き存続したが、UPAのアニメーションの活発で革新的な品質は回復不能な損害を蒙った。1959年にUPAは劇場用アニメーション短編の制作を中止した。

### テレビへの転換
1960年代前半にハリウッドの大手スタジオらはそのアニメーション部門の縮小や廃止を始め、UPAもまた財政困難に陥り、ボスストウはスタジオを新たなプロデューサーであるヘンリー・G・サパースタインに売却した。スタジオを維持すべく、サパースタインはUPAの活動をテレビ中心に転換した。UPAは『近眼のマグー』シリーズを拡張し、コミック・ストリップ『ディック・トレイシー』のアニメ化を含む他のアニメーションシリーズと共にテレビで放映した。スタジオは運営を続けたものの、過密な制作スケジュールと予算削減が作品の品質低下を招いた。UPAはかつて映画館で公開した数よりも遥かに多量の作品の粗製濫造を強いられ、作品の質、特にマグーシリーズの質は悲惨な水準にまで落ち込んでいった。
UPAのリミテッド・アニメーションは他のアニメーションスタジオ、特にハンナ・バーベラ・プロダクション等のテレビ向けアニメーションスタジオの採用するところとなった。しかしながら、それは表現上の選択としてではなく、むしろ予算削減の手段として行われていた。アニメーションの枠を広げ新たな芸術形式を生み出そうというUPA本来の志とは裏腹に、次の20年間には安上がりな大量生産される低品質アニメーションがテレビアニメーションを消耗品の地位に貶めていた。
テレビ期におけるUPAの唯一の栄光は、『がんばれマグー』（原題：The Famous Adventures of Mr. Magoo）シリーズの第1話となった『Mr. Magoo's Christmas Carol』（1963年）によって齎された。この作品はチャールズ・ディケンズの物語の精神をそれまでの再話が成しえなかった手段により捉えた作品であり、『スヌーピーのメリークリスマス』（原題：A Charlie Brown Christmas）や『グリンチ』（原題：How the Grinch Stole Christmas!）と並ぶ、1960年代のクリスマスアニメの古典であると考えられている。
UPAはその活動期間に2本の長編映画を制作している。ジャック・キニー監督による『近眼のマグー 千一夜物語』（1959年、原題：1001 Arabian Nights）と、エイブ・レヴィトウ監督による『Gay Purr-ee』（1962年）である。

### アニメーション部門廃止と東宝との提携
1964年にアニメーション部門を永久に閉鎖し、UPAのアニメーション作品の版権を売却した後に、アニメーション制作を完全に放棄することで、サパースタインは1960年代のUPAの負債を清算した（ただしマグーやジェラルド・マクボイン・ボイン、その他のUPAキャラクターのライセンスと著作権はUPAが保有した）。これにより、1970年代にデパティエ・フレレング・エンタープライズスタジオは新作アニメーションシリーズ『What's New Mr. Magoo?』を制作する際に、UPAと契約を結んだ。コロンビア映画はUPAの劇場用アニメーションの権利を保有した。テレビ用アニメーションの版権は、現時点（2012年）ではドリームワークス・クラシックの下にある。
その後に、サパースタインは日本の特撮怪獣映画をアメリカで配信するために、東宝株式会社と契約を交わした。アメリカで劇場公開あるいは主にテレビ放映された東宝怪獣映画は新たなカルト映画市場を開拓し、『Creature Double Feature』等の連続テレビシリーズとして纏められてアメリカの若い視聴者に浸透した。それらのシリーズを受け入れた視聴者により、怪獣映画は1970年代から1980年代を通じて人気を博した。1980年代後半に、東宝が『ゴジラ』（1984年版）から始まる怪獣映画の新シリーズ制作を開始すると、UPAは東宝との契約を利用して新作怪獣映画を欧米に広めた。
UPAは今日もなおアメリカにおけるゴジラ映画の版権を所有し続けている。またUPAと東宝との契約は、サパースタインにウディ・アレンの初監督作品『What's Up, Tiger Lily?』を製作させることとなった。現在はドリームワークス・クラシックがほとんどのUPA作品の版権に関する付属権利を所有しているが、近眼のマグーのライセンス権利はUPA自体が保有しており、サパースタインはディズニーの不成功に終わった1997年の実写映画『Mr.マグー』のエグゼクティブ・プロデューサーであった。
クラシック・メディア（現：ドリームワークス・クラシック）とソニー・ワンダーは『Mr. Magoo's Christmas Carol』から始まるマグーのDVDシリーズを2001年から発売している。